# Pascal Mahé
Pascal Mahé, född 15 december 1963 i Saint-Martin-de-Fontenay, är en fransk handbollstränare och tidigare handbollsspelare (vänsternia/mittnia). Han spelade 297 landskamper och gjorde 739 mål för Frankrikes landslag, från 1984 till 1996, och var med och tog OS-brons 1992 i Barcelona. Sedan 2018 är han tränare för Caen HB i tredje divisionen.
Pascal Mahé är far till handbollsspelaren Kentin Mahé.

## Klubbar

### Som spelare
- ASPTT Caen (–1982)
- Paris UC (1982–1985)
- US Créteil HB (1985–1992)
- Montpellier HB (1992–1996)
- AS Monaco (1996–1999)
- TSV Bayer Dormagen (1999–2003)

### Som tränare
- AS Monaco (1997–1999)
- TSV Bayer Dormagen (reservlaget, 1999–2013)
- C' Chartres MHB (2013–2015)
- Caen HB (2018–)

## Meriter
- Fransk mästare två gånger: 1989 (med US Créteil HB) och 1995 (med Montpellier HB)